# Matías Mirabaje
Claudio Matías Mirabaje Correa (Montevideo, 6 marzo 1989) è un ex calciatore uruguaiano, di ruolo centrocampista.

## Caratteristiche tecniche
Gioca come centrocampista offensivo.